# Seznam planetek 103001–103250
| Planetka      | Planetka   | Abs. mag. | Elementy dráhy | Elementy dráhy | Elementy dráhy | Elementy dráhy | Typ obj. | Objevena          | Objevena       | Objevena                 |
| Číslo a jméno | Prov. ozn. | Abs. mag. | a (AU)         | e              | i (°)          | P (roky)       | Typ obj. | kdy               | kde            | kým                      |
| ------------- | ---------- | --------- | -------------- | -------------- | -------------- | -------------- | -------- | ----------------- | -------------- | ------------------------ |
| (103001)      | 1999 XW95  | 14,5      | 2,747          | 0,330          | 23,17          | 4,553          | MBA      | 9. prosince 1999  | Oizumi         | T. Kobayashi             |
| (103002)      | 1999 XH98  | 14,2      | 2,973          | 0,231          | 10,02          | 5,124          | MBA      | 7. prosince 1999  | Socorro        | LINEAR                   |
| (103003)      | 1999 XN98  | 15,3      | 2,323          | 0,199          | 4,57           | 3,539          | MBA      | 7. prosince 1999  | Socorro        | LINEAR                   |
| (103004)      | 1999 XR98  | 15,4      | 2,726          | 0,123          | 6,56           | 4,501          | MBA      | 7. prosince 1999  | Socorro        | LINEAR                   |
| (103005)      | 1999 XN99  | 15,8      | 2,183          | 0,193          | 2,85           | 3,224          | MBA      | 7. prosince 1999  | Socorro        | LINEAR                   |
| (103006)      | 1999 XW99  | 15,0      | 2,731          | 0,161          | 10,19          | 4,512          | MBA      | 7. prosince 1999  | Socorro        | LINEAR                   |
| (103007)      | 1999 XD100 | 15,6      | 2,818          | 0,147          | 10,44          | 4,730          | MBA      | 7. prosince 1999  | Socorro        | LINEAR                   |
| (103008)      | 1999 XX100 | 15,7      | 2,235          | 0,208          | 6,06           | 3,340          | MBA      | 7. prosince 1999  | Socorro        | LINEAR                   |
| (103009)      | 1999 XW101 | 14,6      | 2,713          | 0,251          | 4,85           | 4,467          | MBA      | 7. prosince 1999  | Socorro        | LINEAR                   |
| (103010)      | 1999 XQ102 | 15,8      | 2,267          | 0,115          | 3,33           | 3,413          | MBA      | 7. prosince 1999  | Socorro        | LINEAR                   |
| (103011)      | 1999 XG103 | 16,0      | 2,242          | 0,169          | 1,51           | 3,356          | MBA      | 7. prosince 1999  | Socorro        | LINEAR                   |
| (103012)      | 1999 XT103 | 15,1      | 3,086          | 0,173          | 0,96           | 5,420          | MBA      | 7. prosince 1999  | Socorro        | LINEAR                   |
| (103013)      | 1999 XV103 | 15,6      | 2,209          | 0,060          | 3,70           | 3,283          | MBA      | 7. prosince 1999  | Socorro        | LINEAR                   |
| (103014)      | 1999 XD104 | 14,4      | 2,634          | 0,238          | 12,41          | 4,275          | MBA      | 9. prosince 1999  | Gekko          | T. Kagawa                |
| (103015)      | 1999 XF104 | 15,9      | 2,308          | 0,109          | 4,30           | 3,505          | MBA      | 8. prosince 1999  | Campo Catino   | Campo Catino             |
| (103016)      | 1999 XH105 | 15,3      | 2,711          | 0,155          | 11,74          | 4,463          | MBA      | 8. prosince 1999  | Ondřejov       | P. Pravec; P. Kušnirák   |
| (103017)      | 1999 XR105 | 14,4      | 2,727          | 0,147          | 12,32          | 4,501          | MBA      | 11. prosince 1999 | Oaxaca         | J. M. Roe                |
| (103018)      | 1999 XW105 | 15,6      | 2,313          | 0,152          | 3,15           | 3,516          | MBA      | 11. prosince 1999 | Oizumi         | T. Kobayashi             |
| (103019)      | 1999 XG106 | 15,4      | 3,029          | 0,159          | 1,75           | 5,272          | MBA      | 11. prosince 1999 | Prescott       | P. G. Comba              |
| (103020)      | 1999 XP106 | 15,4      | 2,519          | 0,199          | 11,80          | 3,998          | MBA      | 4. prosince 1999  | Catalina       | CSS                      |
| (103021)      | 1999 XM109 | 16,2      | 2,444          | 0,087          | 4,03           | 3,820          | MBA      | 4. prosince 1999  | Catalina       | CSS                      |
| (103022)      | 1999 XU109 | 15,2      | 2,577          | 0,171          | 3,06           | 4,135          | MBA      | 4. prosince 1999  | Catalina       | CSS                      |
| (103023)      | 1999 XD110 | 16,9      | 2,407          | 0,150          | 1,78           | 3,734          | MBA      | 4. prosince 1999  | Catalina       | CSS                      |
| (103024)      | 1999 XG110 | 15,8      | 2,353          | 0,143          | 7,38           | 3,609          | MBA      | 4. prosince 1999  | Catalina       | CSS                      |
| (103025)      | 1999 XQ110 | 15,7      | 2,710          | 0,199          | 6,97           | 4,461          | MBA      | 5. prosince 1999  | Catalina       | CSS                      |
| (103026)      | 1999 XN111 | 14,4      | 2,763          | 0,174          | 13,90          | 4,593          | MBA      | 8. prosince 1999  | Catalina       | CSS                      |
| (103027)      | 1999 XS112 | 13,6      | 3,414          | 0,164          | 19,20          | 6,308          | MBA      | 11. prosince 1999 | Socorro        | LINEAR                   |
| (103028)      | 1999 XJ114 | 14,4      | 2,528          | 0,131          | 13,76          | 4,018          | MBA      | 11. prosince 1999 | Socorro        | LINEAR                   |
| (103029)      | 1999 XL114 | 14,9      | 2,376          | 0,206          | 11,51          | 3,663          | MBA      | 11. prosince 1999 | Socorro        | LINEAR                   |
| (103030)      | 1999 XH115 | 15,3      | 2,975          | 0,150          | 3,64           | 5,130          | MBA      | 4. prosince 1999  | Catalina       | CSS                      |
| (103031)      | 1999 XN115 | 15,8      | 2,580          | 0,118          | 3,58           | 4,144          | MBA      | 4. prosince 1999  | Catalina       | CSS                      |
| (103032)      | 1999 XJ116 | 15,1      | 2,623          | 0,070          | 14,17          | 4,246          | MBA      | 5. prosince 1999  | Catalina       | CSS                      |
| (103033)      | 1999 XP116 | 15,6      | 2,574          | 0,237          | 4,80           | 4,128          | MBA      | 5. prosince 1999  | Catalina       | CSS                      |
| (103034)      | 1999 XD117 | 15,7      | 2,359          | 0,218          | 7,49           | 3,623          | MBA      | 5. prosince 1999  | Catalina       | CSS                      |
| (103035)      | 1999 XY117 | 16,5      | 2,237          | 0,119          | 2,42           | 3,345          | MBA      | 5. prosince 1999  | Catalina       | CSS                      |
| (103036)      | 1999 XP118 | 15,6      | 2,389          | 0,198          | 2,15           | 3,692          | MBA      | 5. prosince 1999  | Catalina       | CSS                      |
| (103037)      | 1999 XK119 | 15,3      | 2,578          | 0,092          | 5,25           | 4,139          | MBA      | 5. prosince 1999  | Catalina       | CSS                      |
| (103038)      | 1999 XR119 | 15,6      | 2,620          | 0,039          | 4,63           | 4,240          | MBA      | 5. prosince 1999  | Catalina       | CSS                      |
| (103039)      | 1999 XB121 | 15,6      | 2,328          | 0,134          | 7,25           | 3,551          | MBA      | 5. prosince 1999  | Catalina       | CSS                      |
| (103040)      | 1999 XH121 | 15,3      | 2,710          | 0,103          | 8,55           | 4,459          | MBA      | 5. prosince 1999  | Catalina       | CSS                      |
| (103041)      | 1999 XN121 | 15,0      | 2,720          | 0,243          | 9,93           | 4,486          | MBA      | 5. prosince 1999  | Catalina       | CSS                      |
| (103042)      | 1999 XO122 | 15,2      | 2,424          | 0,116          | 5,92           | 3,772          | MBA      | 7. prosince 1999  | Catalina       | CSS                      |
| (103043)      | 1999 XP122 | 15,7      | 2,405          | 0,127          | 6,75           | 3,730          | MBA      | 7. prosince 1999  | Catalina       | CSS                      |
| (103044)      | 1999 XH123 | 15,1      | 2,452          | 0,134          | 8,59           | 3,840          | MBA      | 7. prosince 1999  | Catalina       | CSS                      |
| (103045)      | 1999 XH128 | 17,0      | 2,459          | 0,190          | 1,76           | 3,856          | MBA      | 7. prosince 1999  | Socorro        | LINEAR                   |
| (103046)      | 1999 XU128 | 15,5      | 2,607          | 0,104          | 13,91          | 4,207          | MBA      | 12. prosince 1999 | Socorro        | LINEAR                   |
| (103047)      | 1999 XV128 | 14,5      | 2,684          | 0,138          | 12,47          | 4,397          | MBA      | 12. prosince 1999 | Socorro        | LINEAR                   |
| (103048)      | 1999 XW128 | 15,2      | 2,204          | 0,161          | 8,71           | 3,271          | MBA      | 12. prosince 1999 | Socorro        | LINEAR                   |
| (103049)      | 1999 XF129 | 16,1      | 2,609          | 0,274          | 6,26           | 4,213          | MBA      | 12. prosince 1999 | Socorro        | LINEAR                   |
| (103050)      | 1999 XV129 | 15,4      | 2,683          | 0,178          | 13,29          | 4,395          | MBA      | 12. prosince 1999 | Socorro        | LINEAR                   |
| (103051)      | 1999 XD130 | 16,5      | 2,218          | 0,054          | 6,94           | 3,302          | MBA      | 12. prosince 1999 | Socorro        | LINEAR                   |
| (103052)      | 1999 XT131 | 15,0      | 2,744          | 0,137          | 9,96           | 4,544          | MBA      | 12. prosince 1999 | Socorro        | LINEAR                   |
| (103053)      | 1999 XH134 | 15,7      | 2,319          | 0,281          | 9,09           | 3,530          | MBA      | 12. prosince 1999 | Socorro        | LINEAR                   |
| (103054)      | 1999 XL134 | 15,1      | 2,653          | 0,132          | 11,36          | 4,320          | MBA      | 12. prosince 1999 | Socorro        | LINEAR                   |
| (103055)      | 1999 XR134 | 14,7      | 2,633          | 0,098          | 20,73          | 4,273          | MBA      | 5. prosince 1999  | Socorro        | LINEAR                   |
| (103056)      | 1999 XX134 | 15,0      | 2,621          | 0,283          | 30,42          | 4,242          | MBA      | 5. prosince 1999  | Socorro        | LINEAR                   |
| (103057)      | 1999 XN135 | 16,3      | 2,185          | 0,180          | 3,30           | 3,228          | MBA      | 8. prosince 1999  | Socorro        | LINEAR                   |
| (103058)      | 1999 XQ135 | 15,6      | 2,260          | 0,250          | 4,31           | 3,398          | MBA      | 8. prosince 1999  | Socorro        | LINEAR                   |
| (103059)      | 1999 XV136 | 15,5      | 2,342          | 0,193          | 10,26          | 3,583          | MBA      | 14. prosince 1999 | Fountain Hills | C. W. Juels              |
| (103060)      | 1999 XD137 | 14,5      | 2,301          | 0,196          | 25,07          | 3,489          | MBA      | 5. prosince 1999  | Anderson Mesa  | LONEOS                   |
| (103061)      | 1999 XZ138 | 16,1      | 2,131          | 0,069          | 2,50           | 3,110          | MBA      | 5. prosince 1999  | Kitt Peak      | Spacewatch               |
| (103062)      | 1999 XU139 | 16,4      | 2,621          | 0,171          | 5,52           | 4,242          | MBA      | 2. prosince 1999  | Kitt Peak      | Spacewatch               |
| (103063)      | 1999 XL140 | 16,3      | 2,542          | 0,108          | 3,48           | 4,053          | MBA      | 2. prosince 1999  | Kitt Peak      | Spacewatch               |
| (103064)      | 1999 XF141 | 16,9      | 2,260          | 0,076          | 3,28           | 3,397          | MBA      | 3. prosince 1999  | Kitt Peak      | Spacewatch               |
| (103065)      | 1999 XH141 | 15,8      | 2,221          | 0,079          | 2,38           | 3,310          | MBA      | 4. prosince 1999  | Kitt Peak      | Spacewatch               |
| (103066)      | 1999 XO141 | 17,7      | 1,671          | 0,175          | 2,94           | 2,160          | MBA      | 15. prosince 1999 | Kitt Peak      | Spacewatch               |
| (103067)      | 1999 XA143 | 16,6      | 1,844          | 0,582          | 38,53          | 2,504          | APL      | 14. prosince 1999 | Socorro        | LINEAR                   |
| (103068)      | 1999 XD145 | 16,6      | 2,488          | 0,099          | 2,80           | 3,925          | MBA      | 7. prosince 1999  | Kitt Peak      | Spacewatch               |
| (103069)      | 1999 XN145 | 16,4      | 2,419          | 0,067          | 5,38           | 3,762          | MBA      | 7. prosince 1999  | Kitt Peak      | Spacewatch               |
| (103070)      | 1999 XC148 | 16,4      | 2,428          | 0,166          | 2,10           | 3,782          | MBA      | 7. prosince 1999  | Kitt Peak      | Spacewatch               |
| (103071)      | 1999 XU150 | 16,7      | 2,393          | 0,097          | 6,56           | 3,700          | MBA      | 8. prosince 1999  | Kitt Peak      | Spacewatch               |
| (103072)      | 1999 XJ151 | 15,6      | 2,746          | 0,341          | 7,78           | 4,549          | MBA      | 13. prosince 1999 | Anderson Mesa  | LONEOS                   |
| (103073)      | 1999 XO151 | 16,4      | 2,629          | 0,160          | 2,96           | 4,261          | MBA      | 7. prosince 1999  | Kitt Peak      | Spacewatch               |
| (103074)      | 1999 XZ151 | 15,7      | 2,256          | 0,168          | 3,52           | 3,389          | MBA      | 7. prosince 1999  | Kitt Peak      | Spacewatch               |
| (103075)      | 1999 XC152 | 16,0      | 2,782          | 0,160          | 8,58           | 4,638          | MBA      | 8. prosince 1999  | Kitt Peak      | Spacewatch               |
| (103076)      | 1999 XM152 | 13,3      | 3,142          | 0,281          | 14,77          | 5,570          | MBA      | 13. prosince 1999 | Anderson Mesa  | LONEOS                   |
| (103077)      | 1999 XA153 | 16,1      | 2,316          | 0,135          | 5,17           | 3,524          | MBA      | 7. prosince 1999  | Socorro        | LINEAR                   |
| (103078)      | 1999 XX153 | 16,0      | 2,539          | 0,168          | 7,23           | 4,045          | MBA      | 8. prosince 1999  | Socorro        | LINEAR                   |
| (103079)      | 1999 XS157 | 15,9      | 2,652          | 0,169          | 4,10           | 4,318          | MBA      | 8. prosince 1999  | Socorro        | LINEAR                   |
| (103080)      | 1999 XG158 | 16,6      | 2,431          | 0,158          | 2,95           | 3,790          | MBA      | 8. prosince 1999  | Socorro        | LINEAR                   |
| (103081)      | 1999 XQ158 | 17,3      | 2,230          | 0,148          | 2,80           | 3,328          | MBA      | 8. prosince 1999  | Socorro        | LINEAR                   |
| (103082)      | 1999 XO159 | 14,4      | 2,576          | 0,112          | 13,96          | 4,135          | MBA      | 8. prosince 1999  | Socorro        | LINEAR                   |
| (103083)      | 1999 XY159 | 15,3      | 2,452          | 0,152          | 5,25           | 3,838          | MBA      | 8. prosince 1999  | Socorro        | LINEAR                   |
| (103084)      | 1999 XO160 | 16,3      | 2,357          | 0,116          | 2,86           | 3,618          | MBA      | 8. prosince 1999  | Socorro        | LINEAR                   |
| (103085)      | 1999 XB161 | 15,4      | 2,773          | 0,237          | 9,58           | 4,617          | MBA      | 12. prosince 1999 | Socorro        | LINEAR                   |
| (103086)      | 1999 XZ161 | 14,6      | 2,693          | 0,182          | 12,39          | 4,420          | MBA      | 13. prosince 1999 | Socorro        | LINEAR                   |
| (103087)      | 1999 XW162 | 16,3      | 2,333          | 0,157          | 2,97           | 3,564          | MBA      | 8. prosince 1999  | Kitt Peak      | Spacewatch               |
| (103088)      | 1999 XD163 | 16,0      | 2,868          | 0,061          | 1,32           | 4,855          | MBA      | 8. prosince 1999  | Kitt Peak      | Spacewatch               |
| (103089)      | 1999 XL163 | 16,1      | 2,675          | 0,084          | 1,04           | 4,373          | MBA      | 8. prosince 1999  | Kitt Peak      | Spacewatch               |
| (103090)      | 1999 XO163 | 15,5      | 2,655          | 0,188          | 2,82           | 4,325          | MBA      | 8. prosince 1999  | Kitt Peak      | Spacewatch               |
| (103091)      | 1999 XJ164 | 14,8      | 2,336          | 0,255          | 22,17          | 3,570          | MBA      | 8. prosince 1999  | Socorro        | LINEAR                   |
| (103092)      | 1999 XU164 | 15,3      | 2,431          | 0,205          | 8,01           | 3,790          | MBA      | 8. prosince 1999  | Socorro        | LINEAR                   |
| (103093)      | 1999 XD166 | 15,0      | 2,637          | 0,179          | 12,45          | 4,282          | MBA      | 10. prosince 1999 | Socorro        | LINEAR                   |
| (103094)      | 1999 XA167 | 14,9      | 2,632          | 0,199          | 11,78          | 4,269          | MBA      | 10. prosince 1999 | Socorro        | LINEAR                   |
| (103095)      | 1999 XH167 | 15,5      | 2,588          | 0,276          | 5,78           | 4,162          | MBA      | 10. prosince 1999 | Socorro        | LINEAR                   |
| (103096)      | 1999 XM167 | 15,3      | 2,436          | 0,188          | 5,69           | 3,801          | MBA      | 10. prosince 1999 | Socorro        | LINEAR                   |
| (103097)      | 1999 XJ168 | 15,6      | 2,584          | 0,225          | 3,40           | 4,154          | MBA      | 10. prosince 1999 | Socorro        | LINEAR                   |
| (103098)      | 1999 XA173 | 15,7      | 2,190          | 0,134          | 3,08           | 3,241          | MBA      | 10. prosince 1999 | Socorro        | LINEAR                   |
| (103099)      | 1999 XL173 | 15,4      | 2,239          | 0,130          | 4,68           | 3,350          | MBA      | 10. prosince 1999 | Socorro        | LINEAR                   |
| (103100)      | 1999 XU173 | 14,6      | 2,735          | 0,205          | 18,45          | 4,524          | MBA      | 10. prosince 1999 | Socorro        | LINEAR                   |
| (103101)      | 1999 XD174 | 16,3      | 2,243          | 0,152          | 5,15           | 3,359          | MBA      | 10. prosince 1999 | Socorro        | LINEAR                   |
| (103102)      | 1999 XF174 | 15,9      | 2,317          | 0,106          | 7,71           | 3,527          | MBA      | 10. prosince 1999 | Socorro        | LINEAR                   |
| (103103)      | 1999 XM174 | 14,4      | 2,648          | 0,189          | 13,52          | 4,307          | MBA      | 10. prosince 1999 | Socorro        | LINEAR                   |
| (103104)      | 1999 XW174 | 14,7      | 2,608          | 0,157          | 13,73          | 4,211          | MBA      | 10. prosince 1999 | Socorro        | LINEAR                   |
| (103105)      | 1999 XB175 | 15,2      | 2,277          | 0,091          | 6,52           | 3,434          | MBA      | 10. prosince 1999 | Socorro        | LINEAR                   |
| (103106)      | 1999 XT176 | 14,6      | 2,765          | 0,214          | 10,79          | 4,597          | MBA      | 10. prosince 1999 | Socorro        | LINEAR                   |
| (103107)      | 1999 XE177 | 14,7      | 2,457          | 0,168          | 11,25          | 3,850          | MBA      | 10. prosince 1999 | Socorro        | LINEAR                   |
| (103108)      | 1999 XF177 | 14,5      | 2,675          | 0,213          | 7,10           | 4,374          | MBA      | 10. prosince 1999 | Socorro        | LINEAR                   |
| (103109)      | 1999 XN177 | 14,7      | 2,515          | 0,098          | 4,82           | 3,989          | MBA      | 10. prosince 1999 | Socorro        | LINEAR                   |
| (103110)      | 1999 XP177 | 15,9      | 2,594          | 0,207          | 4,20           | 4,176          | MBA      | 10. prosince 1999 | Socorro        | LINEAR                   |
| (103111)      | 1999 XY177 | 15,7      | 2,256          | 0,096          | 2,88           | 3,388          | MBA      | 10. prosince 1999 | Socorro        | LINEAR                   |
| (103112)      | 1999 XA178 | 15,1      | 2,748          | 0,120          | 7,57           | 4,553          | MBA      | 10. prosince 1999 | Socorro        | LINEAR                   |
| (103113)      | 1999 XD178 | 15,0      | 2,655          | 0,048          | 21,29          | 4,325          | MBA      | 10. prosince 1999 | Socorro        | LINEAR                   |
| (103114)      | 1999 XH178 | 15,3      | 2,296          | 0,087          | 7,54           | 3,479          | MBA      | 10. prosince 1999 | Socorro        | LINEAR                   |
| (103115)      | 1999 XN180 | 14,8      | 2,689          | 0,193          | 10,08          | 4,408          | MBA      | 10. prosince 1999 | Socorro        | LINEAR                   |
| (103116)      | 1999 XD181 | 14,6      | 2,586          | 0,223          | 13,62          | 4,158          | MBA      | 12. prosince 1999 | Socorro        | LINEAR                   |
| (103117)      | 1999 XY181 | 14,8      | 2,749          | 0,244          | 16,14          | 4,556          | MBA      | 12. prosince 1999 | Socorro        | LINEAR                   |
| (103118)      | 1999 XY182 | 14,8      | 2,779          | 0,198          | 10,33          | 4,632          | MBA      | 12. prosince 1999 | Socorro        | LINEAR                   |
| (103119)      | 1999 XR184 | 14,7      | 2,727          | 0,174          | 8,95           | 4,504          | MBA      | 12. prosince 1999 | Socorro        | LINEAR                   |
| (103120)      | 1999 XN185 | 15,0      | 2,612          | 0,159          | 12,94          | 4,220          | MBA      | 12. prosince 1999 | Socorro        | LINEAR                   |
| (103121)      | 1999 XP188 | 14,2      | 2,690          | 0,155          | 11,82          | 4,411          | MBA      | 12. prosince 1999 | Socorro        | LINEAR                   |
| (103122)      | 1999 XA189 | 15,2      | 2,648          | 0,212          | 11,68          | 4,309          | MBA      | 12. prosince 1999 | Socorro        | LINEAR                   |
| (103123)      | 1999 XG189 | 14,9      | 2,794          | 0,221          | 7,14           | 4,669          | MBA      | 12. prosince 1999 | Socorro        | LINEAR                   |
| (103124)      | 1999 XD190 | 15,7      | 2,724          | 0,121          | 10,30          | 4,495          | MBA      | 12. prosince 1999 | Socorro        | LINEAR                   |
| (103125)      | 1999 XQ191 | 15,0      | 2,286          | 0,102          | 5,89           | 3,455          | MBA      | 12. prosince 1999 | Socorro        | LINEAR                   |
| (103126)      | 1999 XX191 | 15,9      | 2,476          | 0,225          | 5,40           | 3,895          | MBA      | 12. prosince 1999 | Socorro        | LINEAR                   |
| (103127)      | 1999 XR194 | 15,0      | 2,429          | 0,158          | 6,19           | 3,785          | MBA      | 12. prosince 1999 | Socorro        | LINEAR                   |
| (103128)      | 1999 XZ195 | 16,2      | 2,238          | 0,035          | 6,58           | 3,346          | MBA      | 12. prosince 1999 | Socorro        | LINEAR                   |
| (103129)      | 1999 XA196 | 16,6      | 2,294          | 0,111          | 5,29           | 3,474          | MBA      | 12. prosince 1999 | Socorro        | LINEAR                   |
| (103130)      | 1999 XR196 | 14,5      | 2,580          | 0,139          | 28,54          | 4,144          | MBA      | 12. prosince 1999 | Socorro        | LINEAR                   |
| (103131)      | 1999 XK197 | 15,6      | 2,166          | 0,075          | 8,35           | 3,187          | MBA      | 12. prosince 1999 | Socorro        | LINEAR                   |
| (103132)      | 1999 XY198 | 15,3      | 2,453          | 0,150          | 5,82           | 3,841          | MBA      | 12. prosince 1999 | Socorro        | LINEAR                   |
| (103133)      | 1999 XX199 | 15,5      | 2,739          | 0,069          | 5,77           | 4,532          | MBA      | 12. prosince 1999 | Socorro        | LINEAR                   |
| (103134)      | 1999 XE202 | 15,3      | 2,328          | 0,044          | 6,95           | 3,551          | MBA      | 12. prosince 1999 | Socorro        | LINEAR                   |
| (103135)      | 1999 XL202 | 16,1      | 2,292          | 0,057          | 6,94           | 3,470          | MBA      | 12. prosince 1999 | Socorro        | LINEAR                   |
| (103136)      | 1999 XF203 | 14,7      | 2,762          | 0,316          | 9,20           | 4,589          | MBA      | 12. prosince 1999 | Socorro        | LINEAR                   |
| (103137)      | 1999 XN203 | 15,9      | 2,251          | 0,108          | 6,57           | 3,376          | MBA      | 12. prosince 1999 | Socorro        | LINEAR                   |
| (103138)      | 1999 XP204 | 15,6      | 2,321          | 0,143          | 8,23           | 3,536          | MBA      | 12. prosince 1999 | Socorro        | LINEAR                   |
| (103139)      | 1999 XS205 | 15,3      | 2,787          | 0,248          | 7,64           | 4,653          | MBA      | 12. prosince 1999 | Socorro        | LINEAR                   |
| (103140)      | 1999 XB206 | 15,1      | 2,724          | 0,220          | 8,98           | 4,496          | MBA      | 12. prosince 1999 | Socorro        | LINEAR                   |
| (103141)      | 1999 XF206 | 15,3      | 2,807          | 0,183          | 8,77           | 4,701          | MBA      | 12. prosince 1999 | Socorro        | LINEAR                   |
| (103142)      | 1999 XM207 | 14,2      | 2,637          | 0,202          | 13,15          | 4,283          | MBA      | 12. prosince 1999 | Socorro        | LINEAR                   |
| (103143)      | 1999 XY208 | 15,1      | 2,597          | 0,176          | 9,37           | 4,185          | MBA      | 13. prosince 1999 | Socorro        | LINEAR                   |
| (103144)      | 1999 XY209 | 14,1      | 2,739          | 0,058          | 12,59          | 4,531          | MBA      | 13. prosince 1999 | Socorro        | LINEAR                   |
| (103145)      | 1999 XQ210 | 14,9      | 2,809          | 0,066          | 10,52          | 4,707          | MBA      | 13. prosince 1999 | Socorro        | LINEAR                   |
| (103146)      | 1999 XS210 | 15,2      | 2,751          | 0,147          | 10,08          | 4,562          | MBA      | 13. prosince 1999 | Socorro        | LINEAR                   |
| (103147)      | 1999 XU212 | 15,2      | 2,608          | 0,220          | 7,65           | 4,210          | MBA      | 14. prosince 1999 | Socorro        | LINEAR                   |
| (103148)      | 1999 XQ213 | 16,2      | 2,374          | 0,161          | 4,24           | 3,658          | MBA      | 14. prosince 1999 | Socorro        | LINEAR                   |
| (103149)      | 1999 XC215 | 15,5      | 2,755          | 0,084          | 6,34           | 4,572          | MBA      | 14. prosince 1999 | Socorro        | LINEAR                   |
| (103150)      | 1999 XP215 | 15,1      | 2,613          | 0,194          | 12,00          | 4,222          | MBA      | 14. prosince 1999 | Socorro        | LINEAR                   |
| (103151)      | 1999 XR217 | 16,1      | 2,644          | 0,161          | 4,79           | 4,297          | MBA      | 13. prosince 1999 | Kitt Peak      | Spacewatch               |
| (103152)      | 1999 XR220 | 15,7      | 2,561          | 0,292          | 5,00           | 4,098          | MBA      | 14. prosince 1999 | Socorro        | LINEAR                   |
| (103153)      | 1999 XT220 | 16,8      | 2,275          | 0,149          | 7,00           | 3,432          | MBA      | 14. prosince 1999 | Socorro        | LINEAR                   |
| (103154)      | 1999 XZ221 | 15,9      | 2,640          | 0,149          | 14,31          | 4,288          | MBA      | 15. prosince 1999 | Socorro        | LINEAR                   |
| (103155)      | 1999 XN222 | 15,3      | 2,518          | 0,094          | 3,48           | 3,996          | MBA      | 15. prosince 1999 | Socorro        | LINEAR                   |
| (103156)      | 1999 XT222 | 15,7      | 2,761          | 0,087          | 5,11           | 4,588          | MBA      | 15. prosince 1999 | Socorro        | LINEAR                   |
| (103157)      | 1999 XU223 | 15,5      | 2,642          | 0,140          | 8,51           | 4,293          | MBA      | 13. prosince 1999 | Kitt Peak      | Spacewatch               |
| (103158)      | 1999 XB224 | 16,5      | 2,532          | 0,080          | 0,62           | 4,029          | MBA      | 13. prosince 1999 | Kitt Peak      | Spacewatch               |
| (103159)      | 1999 XP224 | 15,4      | 2,869          | 0,080          | 3,06           | 4,859          | MBA      | 13. prosince 1999 | Kitt Peak      | Spacewatch               |
| (103160)      | 1999 XW224 | 15,9      | 2,613          | 0,104          | 1,27           | 4,224          | MBA      | 13. prosince 1999 | Kitt Peak      | Spacewatch               |
| (103161)      | 1999 XF225 | 16,8      | 2,306          | 0,278          | 7,53           | 3,501          | MBA      | 13. prosince 1999 | Kitt Peak      | Spacewatch               |
| (103162)      | 1999 XZ225 | 16,2      | 2,239          | 0,153          | 7,54           | 3,349          | MBA      | 13. prosince 1999 | Kitt Peak      | Spacewatch               |
| (103163)      | 1999 XR226 | 16,0      | 2,514          | 0,065          | 9,53           | 3,985          | MBA      | 14. prosince 1999 | Kitt Peak      | Spacewatch               |
| (103164)      | 1999 XX226 | 15,6      | 2,265          | 0,087          | 5,69           | 3,408          | MBA      | 15. prosince 1999 | Kitt Peak      | Spacewatch               |
| (103165)      | 1999 XN227 | 16,0      | 2,360          | 0,257          | 3,72           | 3,625          | MBA      | 15. prosince 1999 | Kitt Peak      | Spacewatch               |
| (103166)      | 1999 XT227 | 16,7      | 2,575          | 0,189          | 0,83           | 4,132          | MBA      | 15. prosince 1999 | Kitt Peak      | Spacewatch               |
| (103167)      | 1999 XS228 | 15,8      | 2,187          | 0,167          | 4,38           | 3,233          | MBA      | 14. prosince 1999 | Kitt Peak      | Spacewatch               |
| (103168)      | 1999 XW228 | 16,9      | 2,199          | 0,152          | 3,66           | 3,259          | MBA      | 14. prosince 1999 | Kitt Peak      | Spacewatch               |
| (103169)      | 1999 XR229 | 15,7      | 2,587          | 0,140          | 13,91          | 4,161          | MBA      | 7. prosince 1999  | Catalina       | CSS                      |
| (103170)      | 1999 XL230 | 17,7      | 2,585          | 0,157          | 14,68          | 4,155          | MBA      | 7. prosince 1999  | Anderson Mesa  | LONEOS                   |
| (103171)      | 1999 XC231 | 14,3      | 2,587          | 0,194          | 15,00          | 4,160          | MBA      | 7. prosince 1999  | Catalina       | CSS                      |
| (103172)      | 1999 XL231 | 14,6      | 2,762          | 0,231          | 10,51          | 4,589          | MBA      | 8. prosince 1999  | Catalina       | CSS                      |
| (103173)      | 1999 XS233 | 15,7      | 2,315          | 0,283          | 4,55           | 3,521          | MBA      | 4. prosince 1999  | Anderson Mesa  | LONEOS                   |
| (103174)      | 1999 XK234 | 15,3      | 2,638          | 0,132          | 13,19          | 4,283          | MBA      | 4. prosince 1999  | Anderson Mesa  | LONEOS                   |
| (103175)      | 1999 XS234 | 15,2      | 2,598          | 0,109          | 5,00           | 4,188          | MBA      | 3. prosince 1999  | Anderson Mesa  | LONEOS                   |
| (103176)      | 1999 XT234 | 16,1      | 2,374          | 0,229          | 5,38           | 3,656          | MBA      | 3. prosince 1999  | Anderson Mesa  | LONEOS                   |
| (103177)      | 1999 XU234 | 15,4      | 2,586          | 0,147          | 6,78           | 4,159          | MBA      | 3. prosince 1999  | Anderson Mesa  | LONEOS                   |
| (103178)      | 1999 XL235 | 17,4      | 2,166          | 0,208          | 6,12           | 3,186          | MBA      | 2. prosince 1999  | Kitt Peak      | Spacewatch               |
| (103179)      | 1999 XO236 | 14,2      | 2,965          | 0,091          | 8,76           | 5,104          | MBA      | 5. prosince 1999  | Anderson Mesa  | LONEOS                   |
| (103180)      | 1999 XF237 | 15,6      | 2,217          | 0,146          | 5,05           | 3,301          | MBA      | 5. prosince 1999  | Catalina       | CSS                      |
| (103181)      | 1999 XR237 | 16,2      | 2,390          | 0,168          | 7,29           | 3,695          | MBA      | 5. prosince 1999  | Catalina       | CSS                      |
| (103182)      | 1999 XJ238 | 15,0      | 2,572          | 0,148          | 13,18          | 4,125          | MBA      | 2. prosince 1999  | Kitt Peak      | Spacewatch               |
| (103183)      | 1999 XA239 | 16,1      | 2,556          | 0,090          | 1,49           | 4,085          | MBA      | 6. prosince 1999  | Kitt Peak      | Spacewatch               |
| (103184)      | 1999 XG239 | 14,6      | 2,530          | 0,131          | 14,94          | 4,024          | MBA      | 6. prosince 1999  | Socorro        | LINEAR                   |
| (103185)      | 1999 XD242 | 16,1      | 2,342          | 0,187          | 4,56           | 3,583          | MBA      | 13. prosince 1999 | Catalina       | CSS                      |
| (103186)      | 1999 XH242 | 14,6      | 2,760          | 0,081          | 9,87           | 4,585          | MBA      | 13. prosince 1999 | Anderson Mesa  | LONEOS                   |
| (103187)      | 1999 XS242 | 14,8      | 2,547          | 0,097          | 15,17          | 4,064          | MBA      | 13. prosince 1999 | Socorro        | LINEAR                   |
| (103188)      | 1999 XT242 | 14,5      | 2,760          | 0,168          | 13,96          | 4,583          | MBA      | 13. prosince 1999 | Socorro        | LINEAR                   |
| (103189)      | 1999 XV242 | 14,3      | 2,586          | 0,139          | 13,61          | 4,158          | MBA      | 13. prosince 1999 | Socorro        | LINEAR                   |
| (103190)      | 1999 XD243 | 14,7      | 2,674          | 0,179          | 13,18          | 4,372          | MBA      | 2. prosince 1999  | Socorro        | LINEAR                   |
| (103191)      | 1999 XE243 | 14,9      | 2,812          | 0,176          | 12,63          | 4,715          | MBA      | 3. prosince 1999  | Anderson Mesa  | LONEOS                   |
| (103192)      | 1999 XF243 | 15,1      | 2,417          | 0,136          | 8,04           | 3,757          | MBA      | 5. prosince 1999  | Anderson Mesa  | LONEOS                   |
| (103193)      | 1999 XG243 | 14,8      | 2,623          | 0,169          | 13,20          | 4,247          | MBA      | 5. prosince 1999  | Anderson Mesa  | LONEOS                   |
| (103194)      | 1999 XX243 | 15,0      | 2,343          | 0,238          | 23,41          | 3,587          | MBA      | 5. prosince 1999  | Anderson Mesa  | LONEOS                   |
| (103195)      | 1999 XZ243 | 14,5      | 2,596          | 0,173          | 15,09          | 4,181          | MBA      | 5. prosince 1999  | Anderson Mesa  | LONEOS                   |
| (103196)      | 1999 XA244 | 14,1      | 2,659          | 0,046          | 22,79          | 4,334          | MBA      | 5. prosince 1999  | Anderson Mesa  | LONEOS                   |
| (103197)      | 1999 XZ247 | 15,7      | 2,784          | 0,261          | 5,82           | 4,645          | MBA      | 6. prosince 1999  | Socorro        | LINEAR                   |
| (103198)      | 1999 XT248 | 16,2      | 2,332          | 0,150          | 6,27           | 3,560          | MBA      | 6. prosince 1999  | Socorro        | LINEAR                   |
| (103199)      | 1999 XE249 | 15,0      | 2,669          | 0,207          | 6,84           | 4,360          | MBA      | 6. prosince 1999  | Socorro        | LINEAR                   |
| (103200)      | 1999 XL249 | 16,1      | 2,530          | 0,130          | 6,45           | 4,023          | MBA      | 6. prosince 1999  | Socorro        | LINEAR                   |
| (103201)      | 1999 XB250 | 14,8      | 2,811          | 0,179          | 6,81           | 4,713          | MBA      | 6. prosince 1999  | Socorro        | LINEAR                   |
| (103202)      | 1999 XW250 | 16,0      | 2,737          | 0,143          | 2,31           | 4,528          | MBA      | 5. prosince 1999  | Kitt Peak      | Spacewatch               |
| (103203)      | 1999 XM251 | 17,3      | 2,266          | 0,226          | 2,98           | 3,410          | MBA      | 9. prosince 1999  | Kitt Peak      | Spacewatch               |
| (103204)      | 1999 XN251 | 17,1      | 2,277          | 0,046          | 5,46           | 3,434          | MBA      | 9. prosince 1999  | Kitt Peak      | Spacewatch               |
| (103205)      | 1999 XJ252 | 15,1      | 3,068          | 0,157          | 2,31           | 5,372          | MBA      | 9. prosince 1999  | Kitt Peak      | Spacewatch               |
| (103206)      | 1999 XN252 | 16,5      | 2,430          | 0,154          | 3,13           | 3,787          | MBA      | 12. prosince 1999 | Kitt Peak      | Spacewatch               |
| (103207)      | 1999 XA253 | 16,0      | 2,458          | 0,067          | 5,99           | 3,853          | MBA      | 12. prosince 1999 | Kitt Peak      | Spacewatch               |
| (103208)      | 1999 XN254 | 16,2      | 2,370          | 0,197          | 2,93           | 3,649          | MBA      | 12. prosince 1999 | Kitt Peak      | Spacewatch               |
| (103209)      | 1999 XX256 | 14,9      | 2,612          | 0,119          | 12,29          | 4,221          | MBA      | 7. prosince 1999  | Catalina       | CSS                      |
| (103210)      | 1999 XK257 | 15,1      | 2,620          | 0,064          | 4,09           | 4,241          | MBA      | 7. prosince 1999  | Socorro        | LINEAR                   |
| (103211)      | 1999 XA258 | 15,4      | 2,636          | 0,066          | 6,50           | 4,279          | MBA      | 8. prosince 1999  | Kitt Peak      | Spacewatch               |
| (103212)      | 1999 XV258 | 15,8      | 2,715          | 0,101          | 5,98           | 4,473          | MBA      | 6. prosince 1999  | Socorro        | LINEAR                   |
| (103213)      | 1999 XL259 | 14,3      | 2,268          | 0,137          | 23,99          | 3,416          | MBA      | 5. prosince 1999  | Anderson Mesa  | LONEOS                   |
| (103214)      | 1999 XG260 | 16,1      | 2,718          | 0,056          | 1,42           | 4,479          | MBA      | 8. prosince 1999  | Socorro        | LINEAR                   |
| (103215)      | 1999 XZ260 | 17,0      | 2,233          | 0,138          | 3,18           | 3,337          | MBA      | 8. prosince 1999  | Socorro        | LINEAR                   |
| (103216)      | 1999 XT261 | 13,8      | 2,569          | 0,203          | 17,06          | 4,118          | MBA      | 4. prosince 1999  | Anderson Mesa  | LONEOS                   |
| (103217)      | 1999 YK1   | 14,9      | 2,325          | 0,233          | 27,19          | 3,546          | MBA      | 17. prosince 1999 | Socorro        | LINEAR                   |
| (103218)      | 1999 YV2   | 16,3      | 2,286          | 0,093          | 2,32           | 3,456          | MBA      | 16. prosince 1999 | Kitt Peak      | Spacewatch               |
| (103219)      | 1999 YX3   | 14,7      | 2,643          | 0,143          | 21,53          | 4,296          | MBA      | 19. prosince 1999 | Socorro        | LINEAR                   |
| (103220)      | 1999 YQ4   | 15,2      | 2,677          | 0,189          | 9,86           | 4,378          | MBA      | 28. prosince 1999 | Rock Finder    | W. K. Y. Yeung           |
| (103221)      | 1999 YC5   | 15,2      | 2,725          | 0,029          | 15,61          | 4,498          | MBA      | 29. prosince 1999 | Baton Rouge    | Cooney Jr.; W. R.        |
| (103222)      | 1999 YD5   | 16,3      | 2,203          | 0,132          | 3,41           | 3,269          | MBA      | 29. prosince 1999 | Baton Rouge    | Cooney Jr.; W. R.        |
| (103223)      | 1999 YT6   | 15,2      | 2,569          | 0,098          | 10,98          | 4,117          | MBA      | 30. prosince 1999 | Socorro        | LINEAR                   |
| (103224)      | 1999 YP8   | 15,0      | 2,976          | 0,068          | 3,12           | 5,134          | MBA      | 27. prosince 1999 | Kitt Peak      | Spacewatch               |
| (103225)      | 1999 YQ8   | 16,3      | 2,381          | 0,187          | 1,52           | 3,673          | MBA      | 27. prosince 1999 | Kitt Peak      | Spacewatch               |
| (103226)      | 1999 YH9   | 15,9      | 1,906          | 0,054          | 22,53          | 2,631          | MBA      | 31. prosince 1999 | Višnjan        | K. Korlević              |
| (103227)      | 1999 YR10  | 16,2      | 2,605          | 0,164          | 2,73           | 4,203          | MBA      | 27. prosince 1999 | Kitt Peak      | Spacewatch               |
| (103228)      | 1999 YT13  | 15,7      | 2,235          | 0,043          | 3,41           | 3,340          | MBA      | 31. prosince 1999 | Višnjan        | K. Korlević              |
| (103229)      | 1999 YA14  | 16,8      | 2,367          | 0,110          | 0,19           | 3,642          | MBA      | 27. prosince 1999 | Kitt Peak      | Spacewatch               |
| (103230)      | 1999 YE15  | 16,1      | 2,429          | 0,195          | 3,10           | 3,785          | MBA      | 31. prosince 1999 | Kitt Peak      | Spacewatch               |
| (103231)      | 1999 YM15  | 17,2      | 2,170          | 0,065          | 4,39           | 3,197          | MBA      | 31. prosince 1999 | Kitt Peak      | Spacewatch               |
| (103232)      | 1999 YU16  | 14,9      | 2,665          | 0,216          | 10,86          | 4,350          | MBA      | 31. prosince 1999 | Kitt Peak      | Spacewatch               |
| (103233)      | 1999 YM17  | 16,9      | 2,319          | 0,158          | 2,44           | 3,530          | MBA      | 31. prosince 1999 | Kitt Peak      | Spacewatch               |
| (103234)      | 1999 YY19  | 16,0      | 2,358          | 0,168          | 6,28           | 3,621          | MBA      | 30. prosince 1999 | Mauna Kea      | C. Veillet               |
| (103235)      | 1999 YM22  | 15,4      | 2,707          | 0,159          | 11,12          | 4,453          | MBA      | 30. prosince 1999 | Socorro        | LINEAR                   |
| (103236)      | 1999 YV24  | 16,3      | 2,307          | 0,173          | 7,61           | 3,504          | MBA      | 27. prosince 1999 | Kitt Peak      | Spacewatch               |
| (103237)      | 1999 YO26  | 14,0      | 2,558          | 0,115          | 15,15          | 4,089          | MBA      | 30. prosince 1999 | Socorro        | LINEAR                   |
| (103238)      | 1999 YA28  | 15,2      | 2,580          | 0,098          | 14,84          | 4,144          | MBA      | 17. prosince 1999 | Socorro        | LINEAR                   |
| (103239)      | 2000 AS    | 16,0      | 2,653          | 0,040          | 1,04           | 4,321          | MBA      | 2. ledna 2000     | Kitt Peak      | Spacewatch               |
| (103240)      | 2000 AC1   | 15,3      | 3,123          | 0,252          | 1,44           | 5,518          | MBA      | 2. ledna 2000     | Kitt Peak      | Spacewatch               |
| (103241)      | 2000 AK2   | 14,4      | 2,731          | 0,323          | 9,27           | 4,513          | MBA      | 3. ledna 2000     | Oizumi         | T. Kobayashi             |
| (103242)      | 2000 AL3   | 15,1      | 2,244          | 0,042          | 7,55           | 3,360          | MBA      | 2. ledna 2000     | Socorro        | LINEAR                   |
| (103243)      | 2000 AV3   | 14,4      | 2,576          | 0,340          | 22,04          | 4,134          | MBA      | 3. ledna 2000     | Socorro        | LINEAR                   |
| (103244)      | 2000 AK4   | 16,7      | 2,345          | 0,079          | 7,11           | 3,590          | MBA      | 3. ledna 2000     | Kitt Peak      | Spacewatch               |
| (103245)      | 2000 AN4   | 15,1      | 2,753          | 0,216          | 15,25          | 4,566          | MBA      | 3. ledna 2000     | Kitt Peak      | Spacewatch               |
| (103246)      | 2000 AQ4   | 15,5      | 2,686          | 0,127          | 3,79           | 4,402          | MBA      | 3. ledna 2000     | Farra d'Isonzo | Farra d'Isonzo           |
| (103247)      | 2000 AS4   | 15,5      | 2,200          | 0,156          | 4,01           | 3,263          | MBA      | 3. ledna 2000     | Višnjan        | K. Korlević              |
| (103248)      | 2000 AZ4   | 16,0      | 2,310          | 0,077          | 6,99           | 3,510          | MBA      | 2. ledna 2000     | San Marcello   | A. Boattini; M. Tombelli |
| (103249)      | 2000 AA5   | 15,1      | 2,672          | 0,178          | 5,25           | 4,366          | MBA      | 3. ledna 2000     | San Marcello   | A. Boattini; G. Forti    |
| (103250)      | 2000 AY6   | 14,6      | 2,614          | 0,231          | 12,31          | 4,226          | MBA      | 2. ledna 2000     | Socorro        | LINEAR                   |

Poznámky: Prov. ozn. – první provizorní označení planetky; Abs. mag. – absolutní hvězdná velikost;
a – velká poloosa dráhy v astronomických jednotkách; e – excentricita dráhy;
i – sklon dráhy ve stupních; P – doba oběhu v rocích; – Typ obj. – klasifikace objektu do rodiny, kódy pro označení tříd:
APL – Apollonova skupina,
MBA – planetka v hlavním pásu.
Data použita se svolením / Data used with permission
© IAU: Minor Planet Center.